# Barnert Hospital
Barnert Hospital – szpital we wschodniej części Paterson w stanie New Jersey działający w latach 1908–2008.

## Historia
Szpital powstał w 1908 roku. Został nazwany na cześć Nathana Barnerta, filantropa i burmistrza Paterson. Został zamknięty z powodu trudności finansowych 30 maja 2008.